# Гайстенова, Аида Муратовна
Аида Мура́товна Гайсте́нова (род. 21 мая 1994, Щучинск, Кокшетауская область) — казахстанская футболистка, полузащитник сборной Казахстана. Входит в «ТОП — 10 самых красивых спортсменок Казахстана» по версии СМИ. Является резидентом корпорации fiftywan и лицом мирового спортивного бренда Adidas

## Биография
Хавбек клуба «Окжетпес» позднее перешла в ЖФК «Астана», откуда получила вызов в женскую сборную Казахстана.
С начала 2017 года Аида выступала за «СШВСМ-Барыс».
21 февраля 2018 года красноярский «Енисей» объявил о переходе Гайстеновой. Соглашение рассчитано на год. Данный трансфер стал первым истории женского футбола Казахстана.
Единственная девушка из Казахстана которая попала в рейтинг «TOП — 10» самых сексуальных футболисток мира.
10 апреля 2019 года стало известно о том, что Аида, продолжит карьеру в составе российского футбольного клуба «Звезда-2005». В составе команды дебютировала в первом туре чемпионата России против столичного «Локомотива».
20 июня 2019 года в матче 1/8 финала Кубка России против «Уфы» оформила дубль. Встреча завершилась крупной победой пермячек со счётом 10:0.
Свой дебютный гол за «Звезду-2005» в чемпионате России футболистка забила в ворота действующего чемпиона «Рязань-ВДВ» и принесла своей команде победу в одиннадцатом туре. В составе ЖФК «Звезда-2005» стала обладателем Кубка России 2019 года.
В декабре 2019 года присоединилась к проекту «Common Goal», целью которого является финансирование футбольных благотворительных фондов по всему миру.
Поддерживает НПО «FARE Network» которая объединяет всех, кто привержен борьбе с неравенством и дискриминацией в футболе и использует спорт в качестве инструмента для социальной интеграции.
В сезоне 2020 года было официально объявлено о её переходе в «Зенит». В 2021—2023 годах снова играла за «Енисей». В сезоне 2024 на один год вернулась в «Звезду-2005».
В июле 2020 года подписала спонсорский контракт с брендом Adidas

## Достижения
- Серебряный призёр чемпионата Казахстана (3);[источник не указан 1920 дней]
- Бронзовый призёр чемпионата Казахстана (3);[источник не указан 1920 дней]
- Обладатель Кубка Казахстан (2);[источник не указан 1920 дней]
- Обладатель Кубка России: 2019